# Lymantria aurora
Lymantria aurora är en fjärilsart som beskrevs av Butler 1877. Lymantria aurora ingår i släktet Lymantria och familjen tofsspinnare. Inga underarter finns listade i Catalogue of Life.